# 매염제

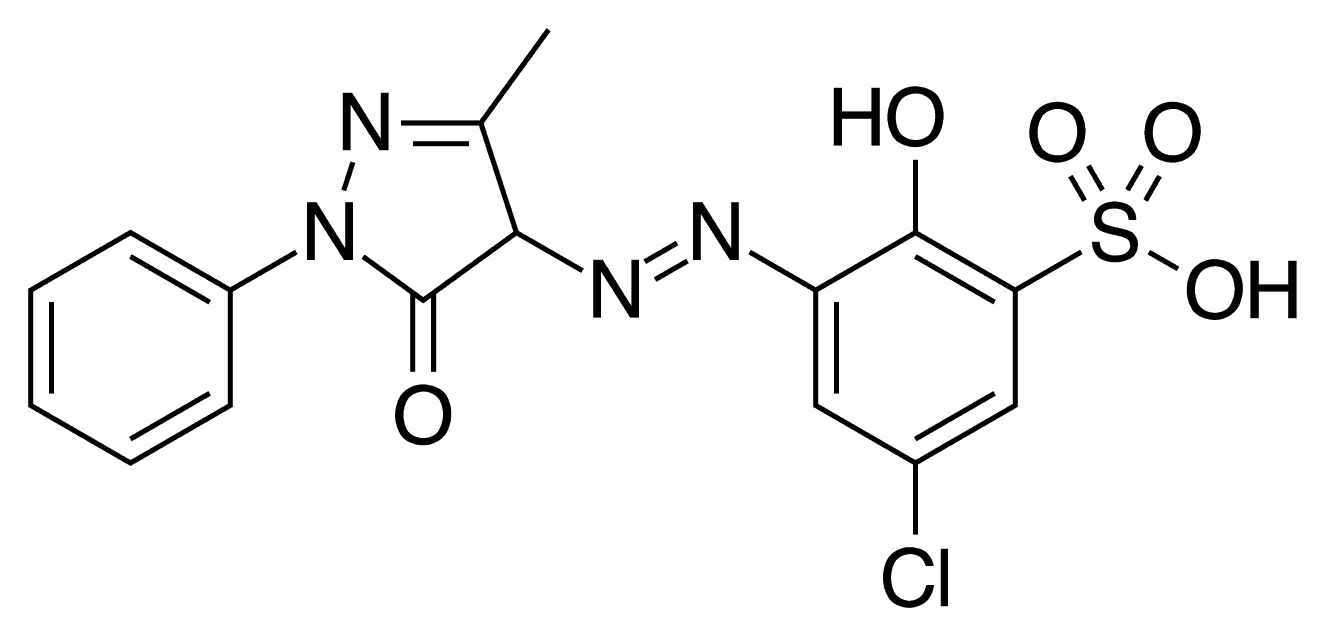
매염제 레드 19는 전형적인 매염제 염료이다. 많은 매염제 염료와 마찬가지로 아조기(RN=NR)와 금속 양이온으로 킬레이트화를 위한 다양한 부위를 특징으로 한다.

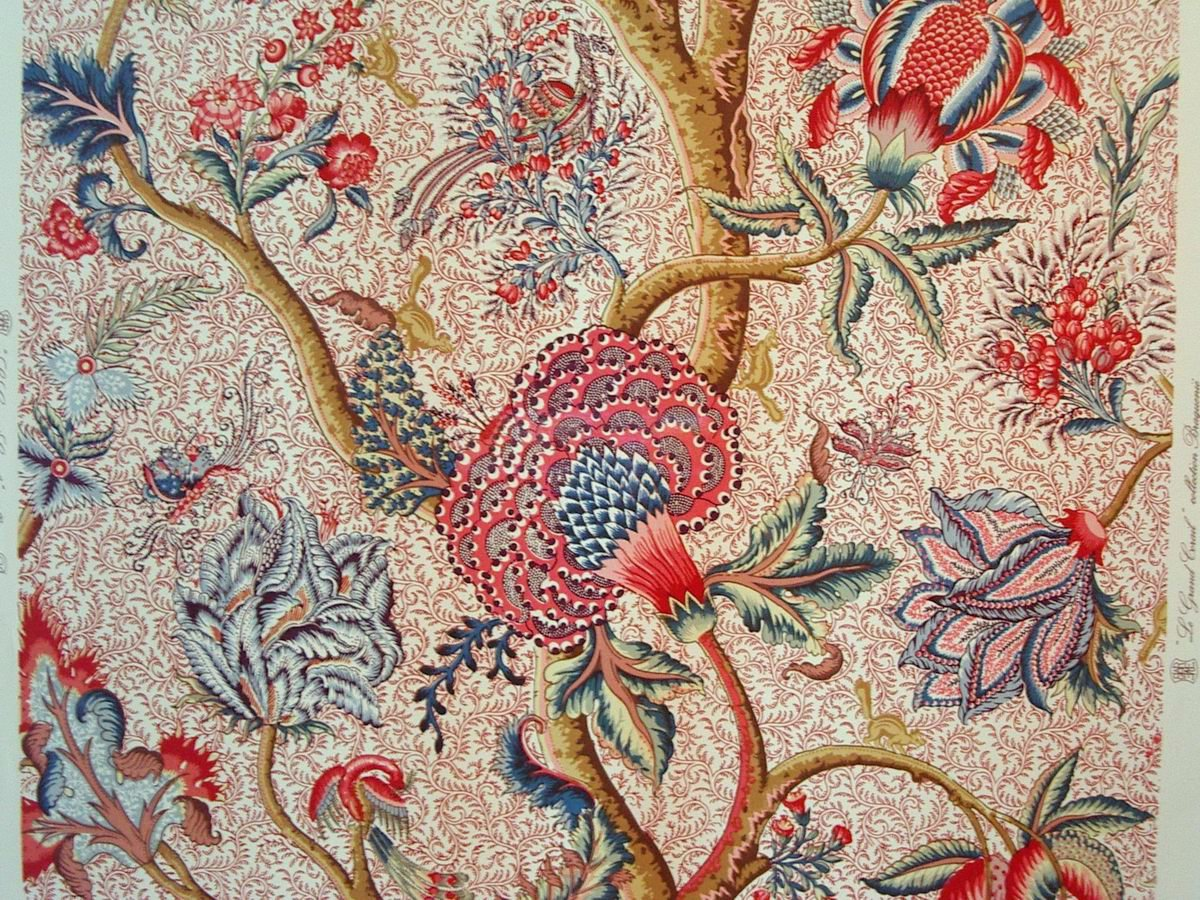
염료를 고정하기 위해 매염제를 사용하는 인도 생산 방식의 인쇄 또는 페인트 직물인 프랑스의 앵디앵느

매염제(媒染劑, 영어: mordant) 또는 염료 고착제(染料固着劑, 영어: dye fixative)는 직물에 염료를 고정(즉, 결합)하는데 사용되는 물질이다. 매염제는 염료와 배위 화합물을 형성하여 직물(또는 조직)에 부착함으로써 역할을 한다. 매염제는 직물을 염색하거나 세포 또는 조직 제제의 염색을 강화하는 데 사용할 수 있다. 매염제는 특히 소규모 배치 염색업자들에 의해 여전히 사용되고 있지만, 산업계에서는 대부분 직접 염료에 의해 대체되었다.
매염제(mordant)라는 용어는 "물다(to bite)"를 의미하는 라틴어 "mordere"에서 유래하였다. 과거에는 매염제가 염료를 섬유에 결합시켜 세탁하는 동안 단단히 고정되도록 돕는다고 생각했다. 매염제는 보통 다가 금속 이온이며, 한 예로는 크로뮴(III)이 있다. 결과적으로 염료와 이온의 배위 착물은 콜로이드성이며, 산성 또는 알칼리성일 수 있다.

## 같이 보기
- 직물
- 염료
- 염색 (생물학)